# Academia Aragonesa de Jurisprudencia y Legislación

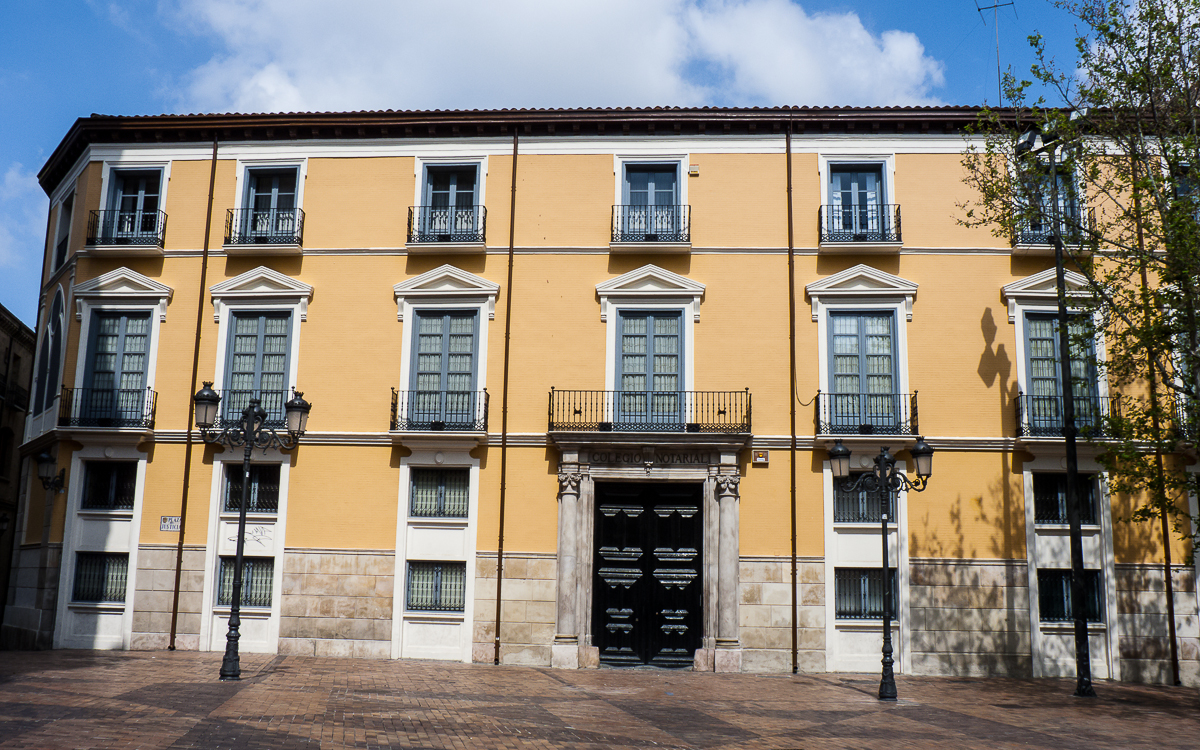
Exterior del Colegio Notarial, sede a su vez de la Academia Aragonesa de Jurisprudencia y Legislación.

La Academia Aragonesa de Jurisprudencia y Legislación es una institución jurídica española.
Sus orígenes pueden remontarse hasta aproximadamente el año 1733, en Zaragoza, con la fundación de la llamada Real Academia de Jurisprudencia Práctica de la Ciudad de Zaragoza por Real Acuerdo de Felipe V de 21 de agosto de 1733, a instancia del Fiscal de la Audiencia Territorial de Zaragoza, Manuel José de Gaspar y Segovia. Su objetivo fue la formación en derecho aragonés público y privado de los licenciados en Derecho, mediante el desarrollo de clases prácticas y teóricas, orientadas hacia el ejercicio profesional.
La Academia se encuentra asociada al Instituto de España (IdeE) desde el 28 de septiembre del 2000. La Academia tiene su sede en la actualidad en el Palacio de Sobradial, sede del Colegio Notarial de Aragón.

## Académicos actuales

### Académicos de número
Actualmente son académicos de número, por orden de antigüedad:
- José Luis Merino y Hernández
- Jesús López Medel
- Ambrosio Aranda de Pastor
- Eduardo Montull Lavilla
- Manuel Pizarro Moreno
- Fernando García Vicente
- Francisco Mata Rivas
- Rosa María Bandrés y Sánchez-Cruzat
- José Bermejo Vera
- Elena Zabalo Escudero
- Juan José Sanz Jarque
- Antonio Blanc Altemir
- Luis Alberto Gil Nogueras
- Juan Antonio Cremades Sanz-Pastor
- Ángel Bonet Navarro
- Pilar Palazón Valentín
- Fermín Hernández Gironella
- Agustín Luna Serrano
- Felipe Zazurca González
- Julio Arenere Bayo
- José Antonio Escudero López
- José Manuel Bandrés y Sánchez-Cruzat
- Adolfo Calatayud Sierra

### Académicos de número electos
- José García Almazor
- Ignacio Quintana Carlo
- Juan Antonio García Toledo
- Ramón Salanova Alcalde
- Javier Sancho Arroyo López-Rioboo
- Honorio Romero Herrero

## Antiguos académicos

### Antiguos académicos de número
- Cecilio Serena Velloso
- Pablo Casado Burbano
- Joaquín Sapena Tomás
- Pedro Baringo Rosinach
- José Ignacio Jiménez Hernández
- Benjamín Blasco Segura

### Antiguos académicos de número electos
- Sebastián Martín Retortillo y Baquer
- José Joaquín Oria Liria
- José Antonio Ruíz Galbe

### Antiguos académicos correspondientes
- José Lorente Sanz
- Alberto Ballarín Marcial

### Antiguos académicos de honor
- José María Castán Vázquez

### Antiguos académico correspondiente extranjero
- Luis Moisset de Espanés